# Zdeněk Bobrovský
Zdeněk Bobrovský (Rosice, 1º dicembre 1933 – 21 novembre 2014) è stato un cestista e allenatore di pallacanestro cecoslovacco.
Era il fratello di Jan Bobrovský.

## Carriera
Con la Cecoslovacchia ha disputato due edizioni dei Giochi olimpici (Helsinki 1952, Roma 1960) e cinque dei Campionati europei (1951, 1953, 1955, 1957, 1961).

## Palmarès

### Giocatore
- Campionato cecoslovacco: 9

Sokol Brno I: 1950-51, 1957-58, 1961-62, 1962-63, 1963-64, 1966-67, 1967-68
Slavia Brno: 1952, 1953

### Allenatore
- Campionato cecoslovacco: 3

Zbrojovka Brno: 1985-86, 1986-87, 1987-88